# Lievenskapel

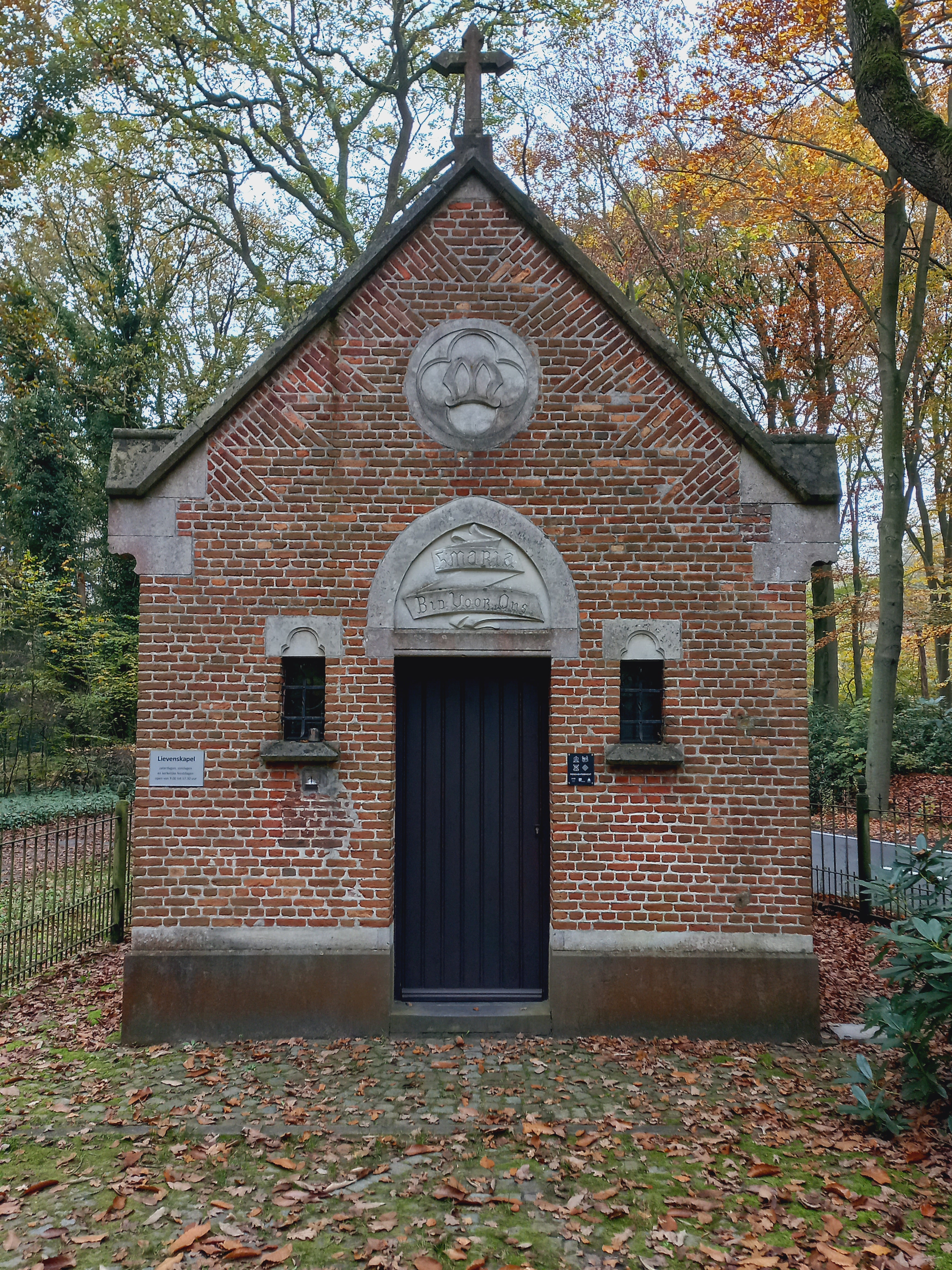
Lievenskapel herfst 2024

De Lievenskapel, gelegen in de Antwerpse gemeente Kapellen, is een kapel gewijd aan Onze-Lieve-Vrouw van Zeven Smarten of Onze-Lieve-Vrouw van Salette.
De kapel werd rond 1882 gebouwd door de heer Lievens en vijf jaar later uitgebreid. In 1901 werd aan de zuidzijde een kruis opgericht. In 1913, 1968 en 1976 vonden grondige renovaties plaats.
De bakstenen kapel is rechthoekig van vorm en heeft een zadeldak van leisteen. Ze staat in een klein driehoekig park waar de Oude Heidestraat en Heidestraat-Noord samenkomen. Ten zuiden van de kapel en het ijzeren kruisbeeld staan zeven devotiekapelletjes, een voor elk van de zeven smarten.
Sinds 2019 is de Lievenskapel vastgesteld onroerend erfgoed.

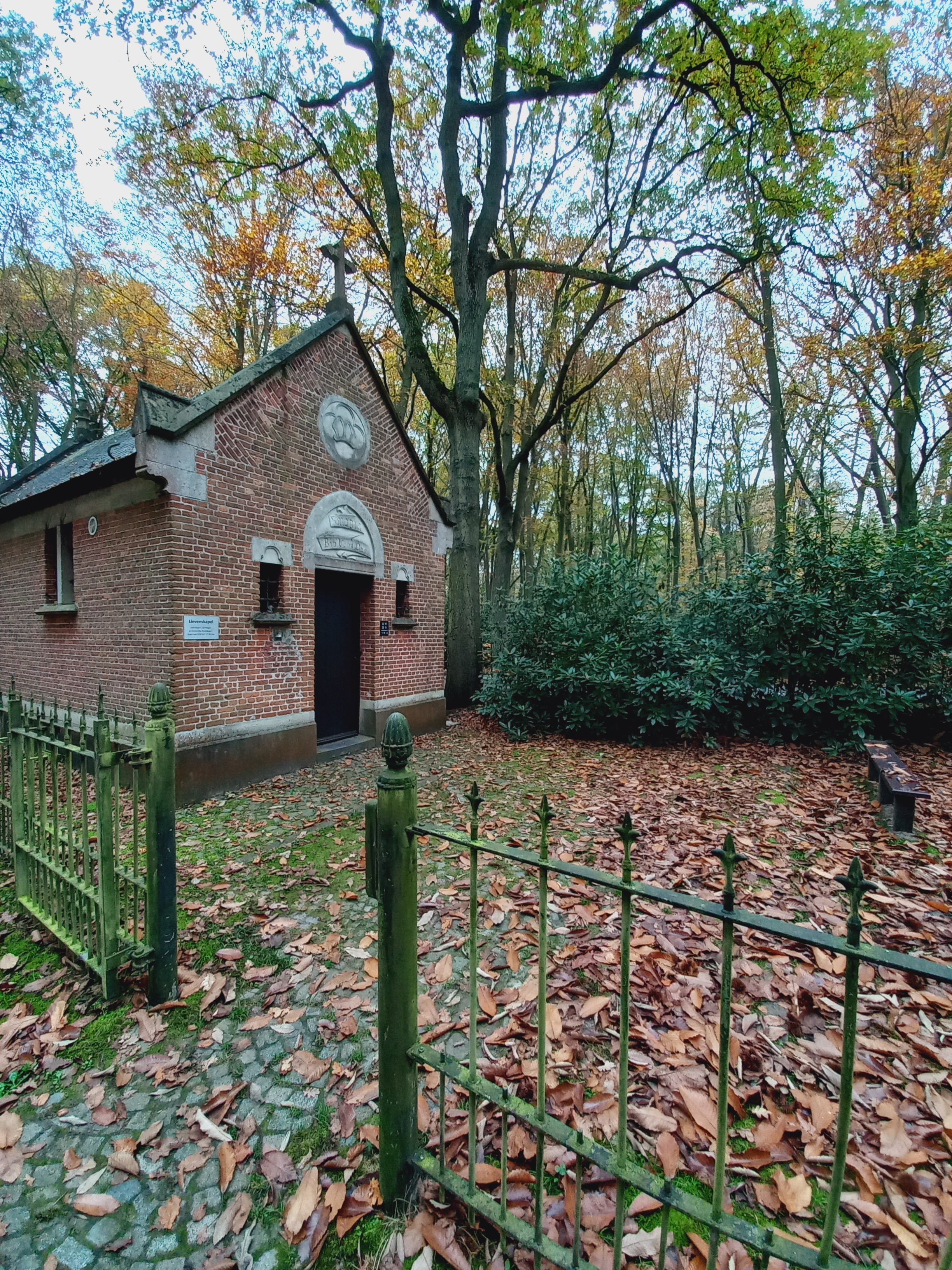
Zijaanzicht 2024
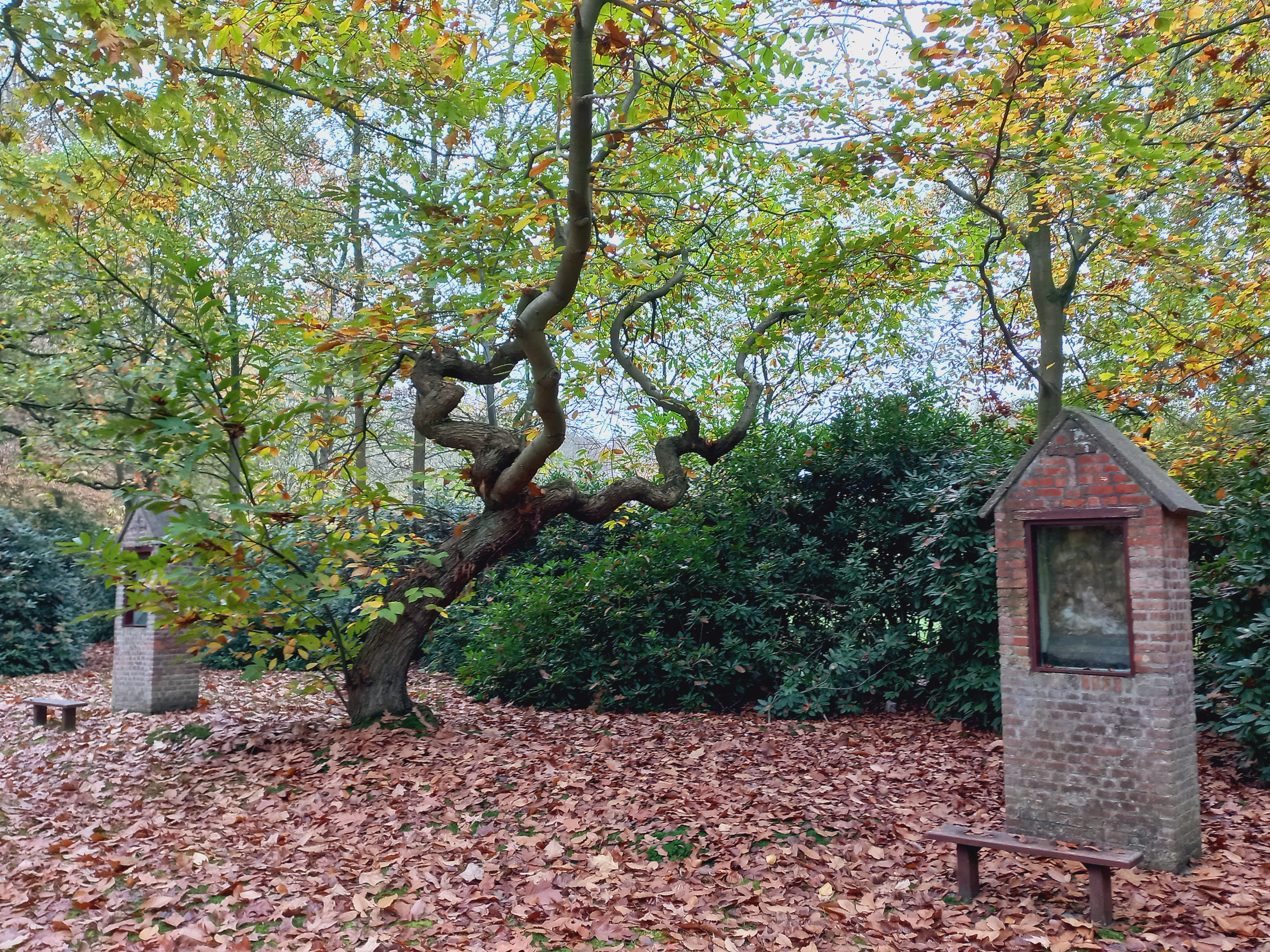
Devotiekapelletjes 2024
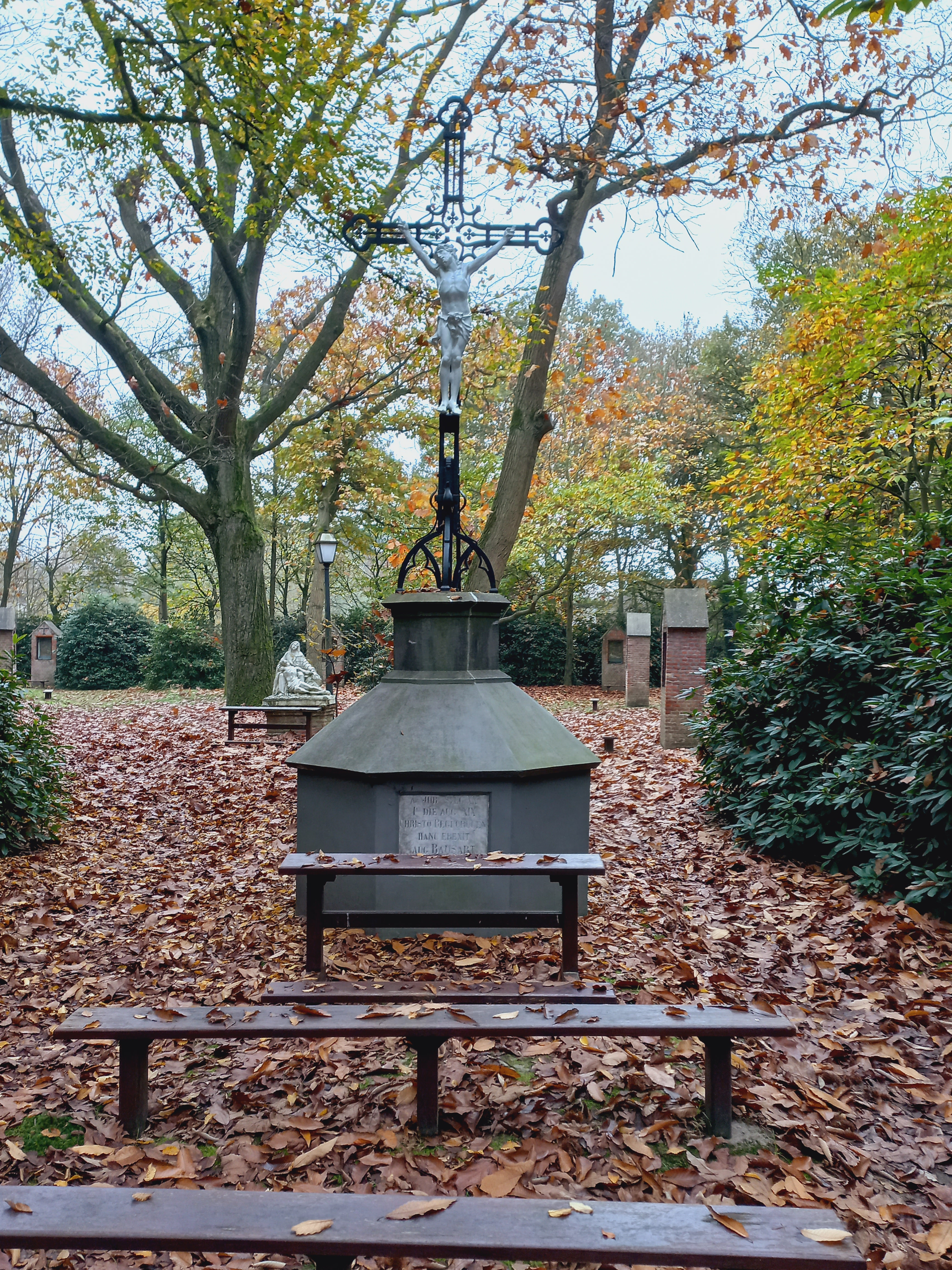
Kruisbeeld uit 1901 in 2024
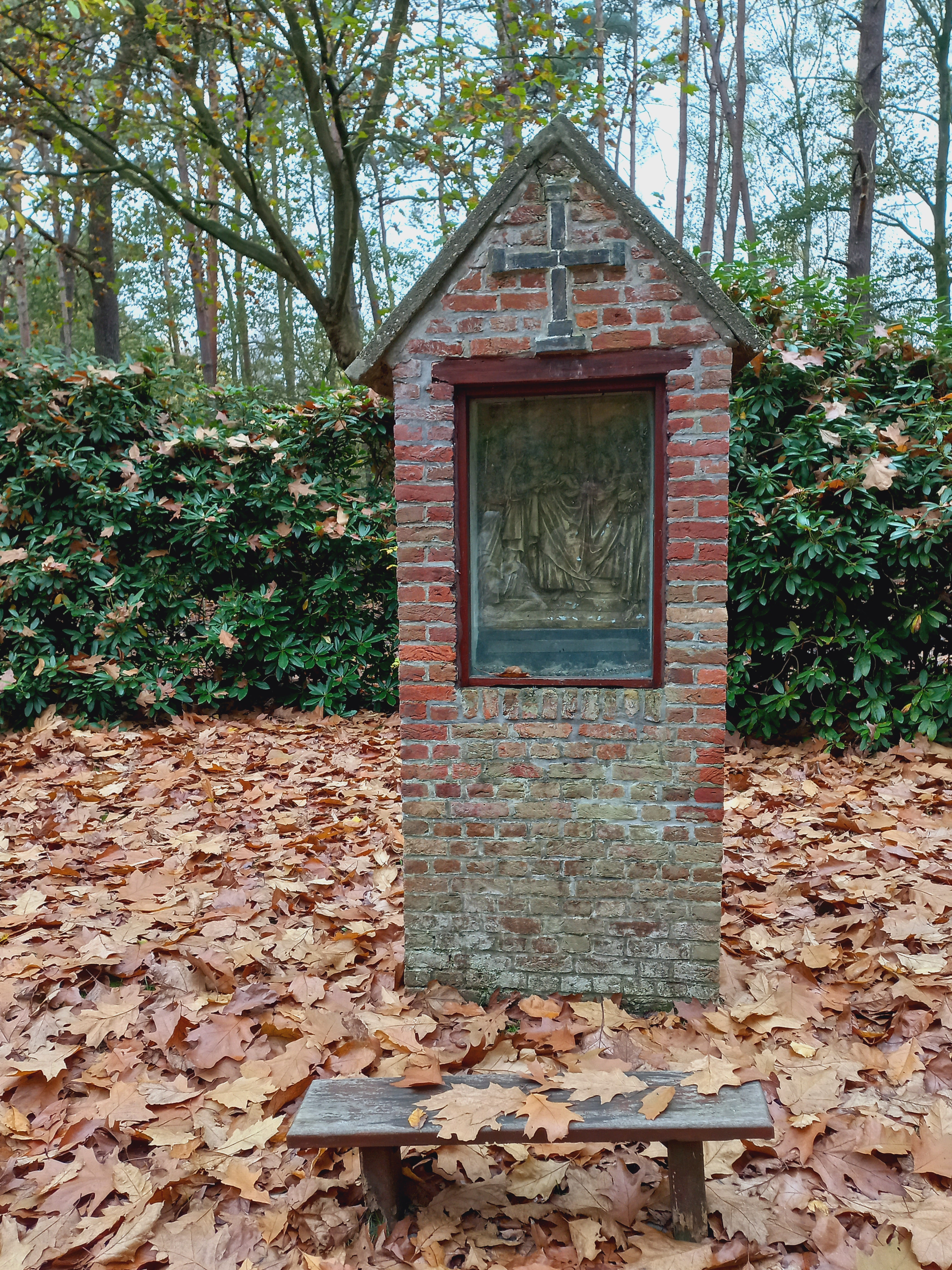
Devotiekapelletje 2024